# Helena Rojo
 María Elena Lamadrid Ruiz (Ciudad de México, 18 de agosto de 1944-Ciudad de México, 3 de febrero de 2024), conocida como Helena Rojo, fue una actriz mexicana.

## Carrera
Helena Rojo comenzó su carrera como modelo a inicios de los años 1960. Hacia el final de la década, estudió teatro con directores como Carlos Ancira y José Luis Ibáñez, haciendo su debut cinematográfico en 1970 en la película El club de los suicidas. Ese mismo año, también apareció en su segunda película, Los amigos. 
En 1969, firmó un contrato de exclusividad con la Productora Cinematográfica Marte, para la que debutó como actriz con la película Siempre hay una primera vez. En 1972, participó en Aguirre, la cólera de Dios, una producción realizada en colaboración con Alemania, su nativo México, y Perú. En 1973, obtuvo su primer protagónico con la telenovela Extraño en su pueblo. En 1974, coprotagonizó la cinta de terror sobrenatural Más negro que la noche, compartiendo créditos con Claudia Islas, Susana Dosamantes y Lucía Méndez. En 1976, participó en el filme britanicomexicano Fox Trot, y un año después, en 1977, protagonizó la telenovela La venganza.
En 1998, estelarizó la telenovela El privilegio de amar. Reafirmó su calidad histriónica con Ramona, en el 2000. Tuvo una participación especial en Abrázame muy fuerte, con dos personajes. 
En 2006, actuó en la nueva versión de Mundo de fieras. Ese mismo año, actuó en la serie estadounidense Ugly Betty. En 2008, grabó simultáneamente Cuidado con el ángel para televisión, la miniserie Locas de amor, y una tuvo participación en el cine con la película Amor letra por letra. En 2009, interpretó a la antagónica Leonarda, en la tercera versión de Corazón salvaje.
En 2012, apareció en la versión mexicana de Por ella soy Eva, con el personaje de Eugenia Mistral. En 2014, se unió al elenco de El color de la pasión en el papel de Milagros, una de las villanas de la trama. En 2016, formó parte de las novelas Corazón que miente, y La candidata. En 2017, personificó a otra villana en la telenovela El Vuelo de la Victoria. En 2019, fue una de las protagonistas de Juntos el corazón nunca se equivoca, una serie de temática gay que fue un spinoff de la telenovela Mi marido tiene más familia.

## Vida personal
Estuvo casada durante algunos años con el actor Juan Ferrara. Su segundo matrimonio fue con Benjamín Fernández, quien no perteneció a la industria del entretenimiento. Tuvo tres hijos, todos de su primer matrimonio.

### Muerte
El 3 de febrero de 2024, Rojo falleció en Ciudad de México a los 79 años, después de una larga batalla contra el cáncer hepático que padecía.

## Filmografía

### Cine
- Los amigos (1968)
- Cruz de amor (1970) - Vicky
- El cínico (1970) - Chica en fiesta
- El club de los suicidas (1970)
- Las chicas malas del padre Méndez (1970)
- Las bestias jóvenes (1970)
- Misión cumplida (1970)
- Una vez un hombre (1971) - Susana
- El sabor de la venganza (1971) - Rina Pitmann
- Siempre hay una primera vez (1971) - Isabel
- Aguirre, la cólera de Dios (1972) - Inés
- El Payo (1972) - Lupe
- Ángeles y querubines (1972) - Ángela
- Espejismo (1972)
- Indio (1972)
- Muñeca reina (1972) - Carmen
- Victoria (1972)
- Fin de fiesta (1972) - Elena
- Aquellos años (1973) - Emperatriz Carlota
- Los cachorros (1973) - Tere
- Los perros de Dios (1974) - Laura
- Más negro que la noche (1975) - Pilar
- La casa del sur (1975) - Elena
- Mary Mary, Bloody Mary (1975) - Greta
- Foxtrot (1976) - Alexandra
- La gran aventura del zorro (1976) - Helena
- Los hijos de Sánchez (1978)
- Crónica intima (1979)
- Noche de juerga (1980) - Dolores
- Misterio (1980) - Silvia
- La sucesión (1980) - Mariana
- En el país de los pies ligeros (1982)
- Lovers, Partners & Spies (1988) - Duchess
- Reto a la vida (1988) - Elena Sandoval
- El secreto de la ouija (1988) - Sra. Smith
- El motel de la muerte (1990)
- Más allá del deseo (1992)
- Los años de Greta (1992) - Nora
- Muerte ciega (1992) - Alisa
- Luces de la noche (1994) - Tina
- Una luz en la escalera (1994) - Adriana Bernal
- Guerrero negro (1994) - Eva
- Amor letra por letra (2008) - Fabiola
- Borderline (2009) - Shanti
- Catarsis (2010) - La Abuela
- Invitación a un asesino (2023) - Doña Cristina[10]

### Televisión
- Extraño en su pueblo (1973-1974) - Isaura
- Mañana será otro día (1976-1977) - Paola
- La venganza (1977) - María Olivares / Alejandra Balmaseda
- La hora del silencio (1978) - Bárbara
- Extraños caminos del amor (1981-1982) - Isabela
- La traición (1984-1985) - Antonia Guerra
- La hora marcada (1986) - Lisa
- Las secretas intenciones (1992) - Antonieta Alcántara
- Mujer, casos de la vida real (1993-2003) - Varios personajes
- Retrato de familia (1995-1996) - Cecilia Mariscal de Preciado
- Gente bien (1997) - Rebeca Balmori de Dumas
- El privilegio de amar (1998-1999) - Luciana Hernández de Duval
- Ramona (2000) - Doña Ramona del Rocío Gonzaga Vda. de Moreno
- Abrázame muy fuerte (2000-2001) - Damiana Guillén / Juliana Guillén
- Amor real (2003) - Doña Augusta Curiel de Peñalver y Beristain
- Inocente de ti (2004-2005) - Rebeca Linares-Robles / Raquel Linares-Robles
- Peregrina (2005-2006) - Sabina Huerta
- Mundo de fieras (2006-2007) - Miriam Rivas del Castillo
- Amor sin maquillaje (2007)  - Inés Rivera
- Cuidado con el ángel (2008-2009) - Cecilia Santos de Velarde
- Corazón salvaje (2009-2010) - Leonarda Montes de Oca de Vidal
- Locas de amor (2009-2010) - Norma
- Triunfo del amor (2010) - Ella misma
- Por ella soy Eva (2012) - Eugenia Mistral de Caballero
- El color de la pasión (2014) - Milagros Fuentes Vda. de Valdivia
- Corazón que miente (2016) - Sara Sáenz Vda. de Castellanos
- La candidata (2016-2017) - Natalia Suaréz de San Román
- El vuelo de la Victoria (2017) - María Isabel Vda. de la Peña
- La rosa de Guadalupe (2017) - Presentadora por especial de 1000 episodios
- Juntos el corazón nunca se equivoca (2019) - Dora Ortega Fabela[7]
- Por amar sin ley (2019) - Lucía Carvajal
- Te acuerdas de mí (2021) - Alicia Limantour
- Mi tío (2022) - Judith[11]
- Esta historia me suena (2022) - Emma[12]
- María Félix: La Doña (2022) - Señora Russek[13]
- Amores que engañan (2023) - Lorena[14]
- Vencer la culpa (2023) - Ángeles Román[15][16]
- El Conde: amor y honor (2024) - Guadalupe de Gaitán[17]

## Premios y nominaciones

### Premios Ariel
| Año  | Categoría            | Película      | Resultado |
| ---- | -------------------- | ------------- | --------- |
| 1972 | Ariel a Mejor actriz | Fin de fiesta | Ganadora  |
| 1973 | Ariel a Mejor actriz | Los cachorros | Nominada  |
| 1981 | Ariel a Mejor actriz | Misterio      | Ganadora  |
| 1992 | Ariel a Mejor actriz | Muerte ciega  | Nominada  |

### Premios TVyNovelas
| Año  | Categoría                | Telenovela               | Resultado |
| ---- | ------------------------ | ------------------------ | --------- |
| 1985 | Mejor actriz protagónica | La traición              | Nominada  |
| 1993 | Mejor villana            | Las secretas intenciones | Nominada  |
| 1996 | Mejor actriz protagónica | Retrato de familia       | Nominada  |
| 1999 | Mejor actriz protagónica | El privilegio de amar    | Ganadora  |
| 2001 | Mejor primera actriz     | Abrázame muy fuerte      | Ganadora  |
| 2005 | Mejor villana            | Inocente de ti           | Ganadora  |
| 2006 | Mejor primera actriz     | Peregrina                | Nominada  |
| 2007 | Mejor primera actriz     | Mundo de fieras          | Ganadora  |
| 2009 | Mejor primera actriz     | Cuidado con el ángel     | Ganadora  |
| 2010 | Mejor primera actriz     | Corazón salvaje          | Nominada  |
| 2013 | Mejor primera actriz     | Por ella soy Eva         | Nominada  |
| 2015 | Mejor primera actriz     | El color de la pasión    | Nominada  |
| 2017 | Mejor primera actriz     | La candidata             | Ganadora  |

### Premios Eres
| Año  | Categoría              | Película                 | Resultado |
| ---- | ---------------------- | ------------------------ | --------- |
| 1993 | Mejor actriz coestelar | Las secretas intenciones | Ganadora  |

### Premios Bravo
| Año  | Categoría            | Telenovela      | Resultado |
| ---- | -------------------- | --------------- | --------- |
| 2007 | Mejor primera actriz | Mundo de fieras | Ganadora  |
| 2017 | Mejor primera actriz | La candidata    | Ganadora  |

### Laurel de Oro (España)
| Año  | Categoría                         | Telenovela | Resultado |
| ---- | --------------------------------- | ---------- | --------- |
| 2004 | Premio a la trayectoria artística | Amor real  | Ganadora  |

### Califa de Oro
| Año  | Categoría       | Telenovela            | Resultado |
| ---- | --------------- | --------------------- | --------- |
| 1999 | Mejor actuación | El privilegio de amar | Ganadora  |

### Premios El Heraldo de México
| Año  | Categoría                  | Telenovela         | Resultado |
| ---- | -------------------------- | ------------------ | --------- |
| 1995 | Mejor actriz en televisión | Retrato de familia | Nominada  |

- Premios de la Agrupación de críticos y periodistas de teatro "Helena Rojo por 45 años en los escenarios" (2016).[23]

### TV Adicto Golden Awards
| Año  | Categoría                           | Telenovela            | Resultado |
| ---- | ----------------------------------- | --------------------- | --------- |
| 2003 | Mejor villana                       | Amor real             | Ganadora  |
| 2014 | Mejor actriz en un papel secundario | El color de la pasión | Ganadora  |
| 2016 | Mejor primera actriz                | La candidata          | Ganadora  |

### Sol de Oro
| Año  | Categoría              | Telenovela | Resultado |
| ---- | ---------------------- | ---------- | --------- |
| 2003 | Mejor actriz coestelar | Amor real  | Ganadora  |